# Peine de mort dans la Bible
 (janvier 2019).
- Si vous ne connaissez pas le sujet, laissez ce bandeau (vous pouvez alors contacter les auteurs).
- Si vous supprimez le contenu mis en cause (vous pouvez préalablement contacter les auteurs),

argumentez précisément cette suppression dans la page de discussion
(un manque de référence n'est pas un argument ; une recherche réelle de référence doit avoir été effectuée, être formellement documentée).
 (janvier 2019).
Le contenu est difficilement compréhensible vu les erreurs de traduction, qui sont peut-être dues à l'utilisation d'un logiciel de traduction automatique.

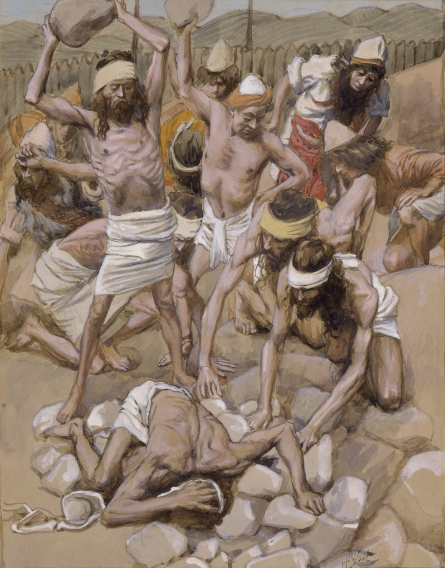
Le briseur de sabbat lapidé
(Nb 15). James Tissot c.1900

La Bible enregistre diverses interdictions et exemples de peine de mort .

## L'Ancien Testament

### Genèse 2 et 9
Dans le récit de la création de la Genèse (Livre de Genèse 2:17), Dieu dit à Adam « Mais tu ne mangeras pas de cet arbre de la connaissance du bien et du mal, car le jour même, tu mourras. »Selon le Talmud , ce verset constitue une illustration de peine de mort.
Dans Genèse 9:6, dans le cadre de l'alliance de Noé, Dieu dit à Noé : « Celui qui versera le sang de l'homme par l'homme perdra son sang, car à l'image de Dieu, il a créé l'homme ». Rachi dit qu'il doit y avoir deux témoins d'un meurtre pour qu'un meurtrier soit condamné à mort, car un meurtre détruit l'image de Dieu.

### Élie et les prophètes de Baal
Dans 1 Rois 18:40, Élie tue les prophètes de Baal. Le Talmud explique qu'alors qu'Élie lui-même méritait la mort pour avoir offert un sacrifice sur une montagne la mitzvah contrevenue par Élie a été abrogée.

## Nouveau Testament

### Femme surprise en adultère
Jean 8:3-11 rapporte qu'une femme surprise en flagrant délit d'adultère est amenée à Jésus pour être jugée Jésus ne la condamne pas, mais dit : "Va et à partir de maintenant ne pèche plus." 
Michael Barber a déclaré que les dirigeants juifs avaient tendu un piège à Jésus : dire Oui à la lapidation signifie qu'il enfreint la loi romaine mais dire Non à la lapidation signifie qu'il enfreint la loi juive. Il dit aussi que Jésus retourne le piège contre les dirigeants juifs en disant : "Que celui qui n'a jamais péché lui jette la première pierre". Par ces mots, Jésus renverse les rôles et place ses adversaires dans la même situation précaire que celle qui lui était destinée : s'ils la lapident, ils seront coupables de trahison. Ils ne peuvent pas dire que Jésus les a autorisés à le faire parce qu'il les condamne comme pécheurs ! S'ils ne la lapident pas, ils reconnaissent leur culpabilité (c'est-à-dire qu'ils ne sont pas "sans péché"). Implicitement, ils affirment les paroles de Jésus à leur sujet !  

### Mort de Jésus
Jésus est condamné à mort et meurt sur une croix dans les quatre évangiles. Le crucifiement est une mise à mort typiquement romaine. Jésus n'avait pas eu un procès juif avant sa mort.

### Ananias et Saphira
Dans Actes 5:1-11, Saint-Pierre a prononcé des jugements sur Ananias et Sapphira pour avoir menti à Dieu (Ananias) et pour avoir testé l'Esprit (Sapphira), après quoi chacun d'eux est tombé mort. Deut. 6:16 interdit de tester le Seigneur.